# (1875) Neruda
(1875) Neruda es un asteroide que forma parte del cinturón de asteroides y fue descubierto el 22 de agosto de 1969 por Luboš Kohoutek desde el observatorio de Hamburgo-Bergedorf, Alemania.

## Designación y nombre
Neruda recibió inicialmente la designación de 1969 QQ.
Más tarde se nombró en honor del escritor checo Jan Neruda (1834-1891).

## Características orbitales
Neruda orbita a una distancia media de 3,131 ua del Sol, pudiendo acercarse hasta 2,603 ua. Su excentricidad es 0,1689 y la inclinación orbital 13,39°. Emplea 2024 días en completar una órbita alrededor del Sol.